# Francis Cabot Lowell (Unternehmer, 1775)

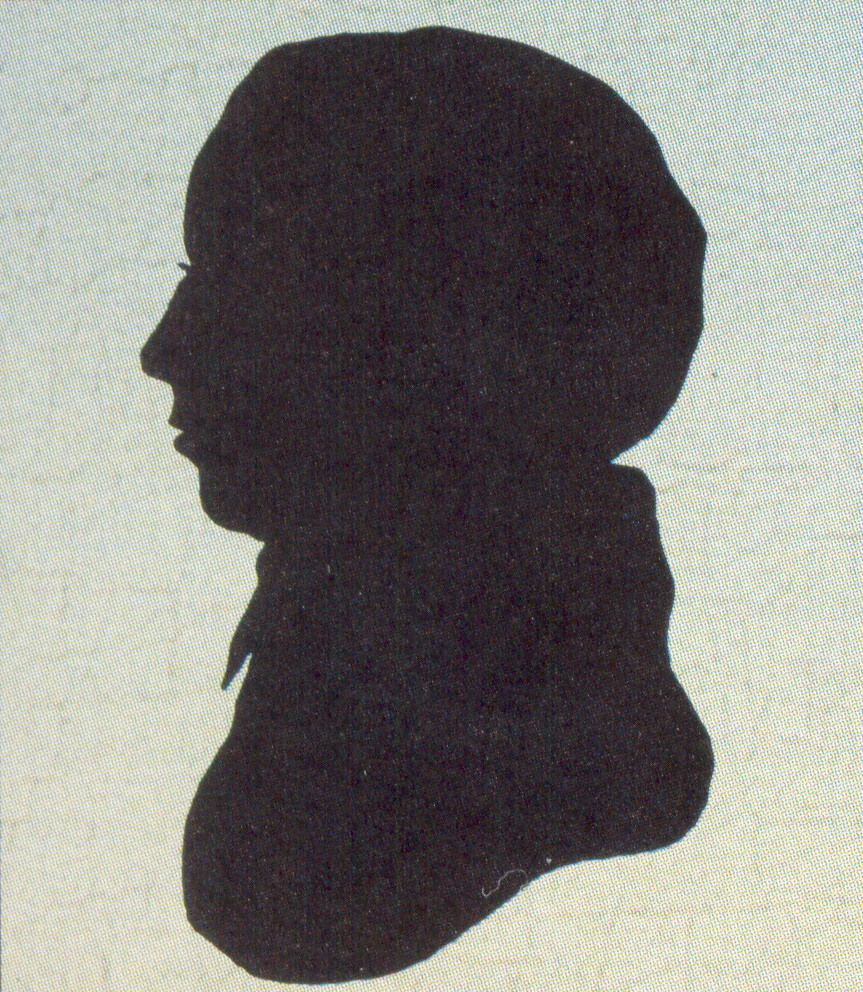
Scherenschnitt von Francis Cabot Lowell

Francis Cabot Lowell (geboren am 7. April 1775 in Newburyport, Province of Massachusetts Bay; gestorben am 10. August 1817 in Boston, Massachusetts) war ein Unternehmer, der wesentlichen Anteil an der Industriellen Revolution in den Vereinigten Staaten hatte. Nach ihm wurde die Stadt Lowell in Massachusetts benannt. Sein Sohn John Lowell, Jr. gründete 1839 das Lowell Institute.

## Frühes Leben und Ausbildung
Francis war der Sohn von Susanna Cabot und John Lowell, der Mitglied im Kontinentalkongress und Bundesrichter war. Bereits in seiner Kindheit wurde seine große Begabung für Mathematik festgestellt. 1786 erhielt er einen Abschluss von der Phillips Academy und 1793 vom Harvard College.

## Karriere

### Grundlagen des Erfolgs

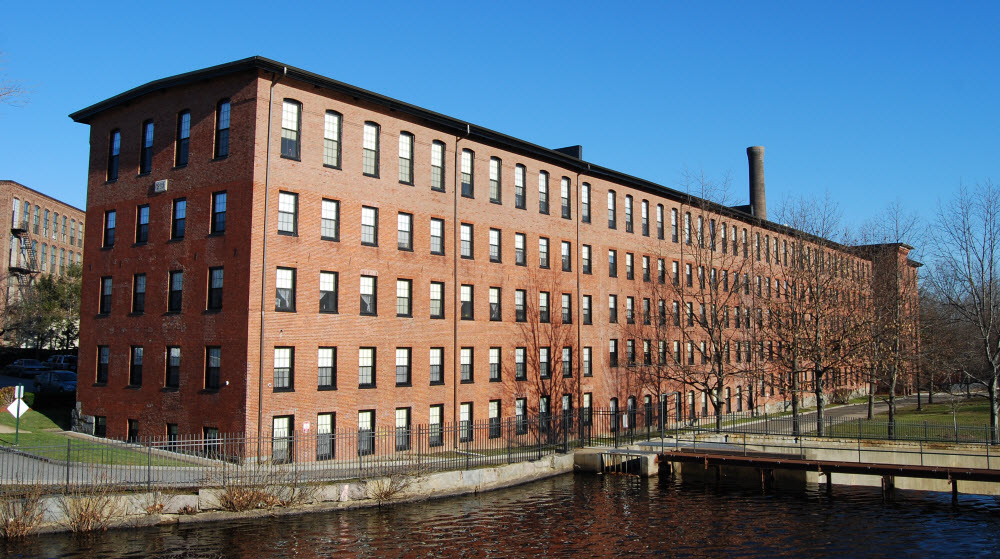
Die Boston Manufacturing Company in Waltham

Im Juli 1795 segelte Lowell mit einem Frachtschiff nach Europa und besuchte unter anderem das spanische Baskenland und Bordeaux in Frankreich, um die Grundlagen des Überseehandels zu erlernen. Insgesamt verbrachte er während der Französischen Revolution ein ganzes Jahr in Frankreich und kehrte im Juli 1796 nach Boston zurück, wo er einen Betrieb am Long Wharf eröffnete.
Zwischen 1798 und 1808 importierte Lowell hauptsächlich Seide und Tee aus China sowie handgesponnene und handgewebte Stoffe aus Indien. Nach dem Tod seines Vaters 1802 nutzte er den Großteil seines Erbes, um acht Handelsschiffe zu erwerben und baute gemeinsam mit einer Gruppe um Uriah Cotting und Harrison Gray Otis den heute nicht mehr existenten India Wharf im Bostoner Hafen zum zentralen Handelsstützpunkt mit Asien aus. Dieselbe Investorengruppe entwickelte ebenfalls die Gegend um die Bostoner Broad Street zu einem Zentrum für den Einzelhandel. In Ergänzung zu seinen Aktivitäten im Textilbereich kaufte Lowell eine Rum-Destillerie, verwendete mehrere Monate auf die Optimierung des Produktionsprozesses und importierte zu ihrer Versorgung Melasse aus der Karibik.
Trotz ihrer politischen Unabhängigkeit waren die Vereinigten Staaten nach wie vor auf Importe von Fertigerzeugnissen angewiesen, jedoch unterbrachen Konflikte in Europa sowie Jeffersons Handelsembargo den Handel zwischen den USA, Großbritannien, Frankreich und Asien oder führten zu spürbaren Handelsbeschränkungen. Lowell schlussfolgerte, dass die USA nur durch den Aufbau einer eigenen Produktionswirtschaft eine größere Unabhängigkeit erlangen konnten. Im Wesentlichen aus gesundheitlichen Gründen, aber mutmaßlich auch aus erheblichem geschäftlichem Interesse bereiste er ab Juni 1810 zwei Jahre lang gemeinsam mit seiner Familie Schottland und England, wo er sich insbesondere die Textilproduktion in Lancashire mit ihren wasser- und strombetriebenen Webmaschinen ansah und die technischen Funktionsweisen studierte. Dies musste heimlich erfolgen, da er keine Zeichnungen oder Modelle erwerben konnte. Mit Beginn des Britisch-Amerikanischen Kriegs 1812 kehrte Lowell mit seiner Familie in die USA zurück und wurde im Hafen von Halifax nach Schmuggelwaren durchsucht. Da er sich die technischen Details der Webmaschinen eingeprägt und keine Aufzeichnungen angefertigt hatte, konnte er ungehindert ausreisen.

### Textilindustrie
1814 gründete Francis Cabot Lowell mit der Unterstützung seiner drei Schwager Charles, James und Patrick Tracy Jackson sowie der finanziellen Hilfe von Nathan Appleton, den er in Edinburgh kennengelernt hatte, und Israel Thorndike die Boston Manufacturing Company (BMC) in Waltham, wo er die Wasserkraft des Charles River nutzen konnte. Die BMC vereinte als erste Textilfabrik der USA alle Arbeitsschritte von der unbearbeiteten Baumwollfaser bis zur fertigen Textilie unter einem Dach. Um effiziente Maschinen auf der Grundlage der britischen Pläne zu bauen, stellte Lowell den Erfinder Paul Moody in seine Dienste und erarbeitete gemeinsam mit ihm technologische Verbesserungen, die den Bedingungen in Neuengland Rechnung trugen. Lowell und Moody erhielten 1815 ein Patent auf ihre Webmaschine.
Um Fremdkapital für ihre Textilfabriken zu sammeln, nutzten Lowell und seine Partner als eine der weltweit ersten Gesellschaft den Finanzmarkt, indem sie Aktienanteile im Wert von jeweils 1000 US-Dollar an eine Gruppe von Investoren veräußerten, zu der unter anderem Christopher Gore, Israel Thorndike und Harrison Gray Otis gehörten. Bis heute wird dieses Instrument von Unternehmen – in der Regel in Form eines Börsengangs – eingesetzt.
Der erste Manager der BMC war Patrick Tracy Jackson, während Paul Moody die technische Verantwortung trug. Lowell war einer der ersten Unternehmer, der Frauen im Alter zwischen 15 und 35 Jahren, die größtenteils von den Bauernhöfen der Umgebung kamen, als Arbeitskräfte einstellte. Diesen Lowell Mill Girls zahlte er jedoch einen geringeren Lohn als den männlichen Arbeitern. Sie wohnten in Gästehäusern der BMC, in denen jeweils auch eine Anstandsdame untergebracht war. Das Arbeits- und Produktionsmodell der BMC wurde als Waltham-Lowell-System bekannt. Im Waltham Machine Shop direkt neben der BMC stellte Lowell auf der Basis seines Patents Webmaschinen her, die er an andere US-amerikanische Textilfabriken verkaufte, und Nathan Appleton baute ein USA-weites Vertriebsnetz für die von der BMC hergestellten Textilien auf. Ihr Erfolg in Waltham motivierte sie dazu, eine weitere Produktion in East Chelmsford am Merrimack River aufzubauen, das nach Lowells Tod in Lowell umbenannt wurde.
Das Ende des Britisch-Amerikanischen Kriegs stellte eine große Bedrohung für die Textilindustrie der USA dar, denn die Briten überfluteten den amerikanischen Markt mit Dumpingpreisen. 1816 reiste Lowell nach Washington, um Schutzzölle für importierte Textilien zu erwirken. Noch im selben Jahr traten diese in Kraft.
Francis Cabot Lowell starb am 10. August 1817 im Alter von nur 42 Jahren an einer Lungenentzündung. Die BMC hinterließ er finanziell gesund; 1821 konnte sie an ihre Aktionäre eine Dividende in Höhe von 27,5 % ausschütten. Die Maschinen der BMC nutzten die gesamte Wasserkraft des Charles River, sodass 1822 ein neuer Standort weiter nördlich an den Pawtucket Falls errichtet wurde. Der Erfolg der Textilindustrie in Neuengland hielt über ein Jahrhundert an, bis die Produktionsstätten nach und nach in den Mittleren Westen sowie in den Süden der USA verlagert wurden.

## Familie
Lowell heiratete 1798 Hannah Jackson und bekam mit ihr vier Kinder, darunter John Lowell Jr., der mit seinem Testament 1839 das Lowell Institute gründete. Ursprünglich auf dem Central Burying Ground im Boston Common beerdigt, wurde sein Grab im Zuge der Errichtung des Tremont Street Subway auf den Forest Hills Cemetery umgesetzt, wo es sich bis heute befindet.